# برايان مكاردي
برايان مكاردي (بالإنجليزية: Brian McCardie)‏ هو ممثل بريطاني، ولد في 22 يناير 1965 بغلاسكو في المملكة المتحدة.

## أعمال

### أفلام
- (1996) الشبح والظلام[5]
- (1997) تحكم أوتوماتيكي للسرعة[6]

## وصلات خارجية
- برايان مكاردي على موقع IMDb (الإنجليزية)
- برايان مكاردي على موقع ألو سيني (الفرنسية)
- برايان مكاردي على موقع ميوزك برينز (الإنجليزية)
- برايان مكاردي على موقع أول موفي (الإنجليزية)
- برايان مكاردي على موقع قاعدة بيانات الأفلام السويدية (السويدية)
- برايان مكاردي على موقع قاعدة بيانات الفيلم (الإنجليزية)
- برايان مكاردي على موقع كينوبويسك (الروسية)